# Brandberg
Brandberg (njem. vatrena planina") je planinski masiv u Namibiji u južnom Damarlandu. S 2573 m nadmorske visine najviša je točka u zemlji.
U podnožju planine je gradić Uis s bivšim rudnikom kositra, koji je zatvoren, pa su mještani izgubili glavni izvor prihoda. Glavna gospodarska grana je turizam, pogotovo pretpovijesne kamene slike. Put vodi do njih kroz prekrasnu planinsku dolinu s raznovrsnom florom i faunom, uključujući slonove, crne nosoroge i vrlo raznolik svijet škorpiona. Tijekom kišne sezone dolina je potopljena.
Pleme San (Bušmani) ostavili su iza sebe slike, a neke od njih su pretpovijesne slike u špiljama na planini Brandberg. Najpoznatija slika je "Bijela dama" (eng. White Lady). Izazivala je kontroverze oko nastanka, jer su postojale teorije, da su je naslikali bijelci, ali došlo se do zaključka, da su je naslikali Bušmani prije oko 2000 godina.